# All You Had to Do Was Stay
"All You Had to Do Was Stay" é uma canção gravada pela cantora e compositora norte-americana Taylor Swift. Foi inclusa em seu quinto álbum de estúdio, 1989, lançado mundialmente em 27 de outubro de 2014. Composta pela própria em colaboração com Max Martin, é um tema de música synth-pop com elementos notáveis de pop, e sua instrumentação consistente em teclado, bateria, baixo, entre outros. O seu conteúdo lírico faz referência a um romance dos sonhos de Swift.
Em geral, foi recebida com opiniões mistas pela crítica especialista em música contemporânea, comparando a sua produção a de "We Are Never Ever Getting Back Together" (2012) e "Out of the Woods" (2016). No lançamento inicial de 1989, "All You Had to Do Was Stay" conseguiu fazer uma estreia em duas tabelas musicais da revista estadunidense Billboard devido a um forte registo de vendas digitais, conseguindo uma certificação de ouro pela Recording Industry Association of America (RIAA). Internacionalmente, atingiu o pico de número 92 e 99 na Austrália e Canadá, respectivamente. A canção foi adicionada ao repertório da turnê The 1989 World Tour (2015) como a oitava faixa do alinhamento. Em 2023, após uma disputa acerca da posse de seus masters, foi lançada uma regravação de "All You Had to Do Was Stay", com o subtítulo "Taylor's Version", e incluída como parte do álbum de regravação de 1989.

## Antecedentes e lançamento
Em julho de 2013, Swift revelou que as sessões de composição para seu novo álbum já haviam começado e que havia formado uma lista de colaboradores com quem queria trabalhar, uma experiência descrita por si como finalmente ter encontrado "as pessoas com as quais teve bastante conexão no estúdio" e que, embora soubesse com quem queria voltar a trabalhar, desenvolveu "uma longa lista de pessoas que admirava e com quem queria manter contato". As sessões de composição das canções do álbum tiveram duração de seis meses, com a artista afirmando que o disco estava "certamente se transformando", indicando que o seu objetivo era de prosseguir com as mudanças que havia iniciado com Red; todavia, se questionava sobre as técnicas a usar para tal. No mesmo mês, a artista informou já ter bastante material pronto, comentando: "Estou feliz porque já evoluí para um novo som, e era tudo que eu queria". Segundo ela, a mudança "ocorreu naturalmente", embora tenha levado dois anos para se concluir, explicando que normalmente levava, no mínimo, um ano para encontrar um novo som e escrever novas canções, sendo esse o tempo necessário para que pudesse "se despojar do som do último álbum e recomeçar".
"No processo de todas essas mudanças que ocorreram nos últimos dois anos, minha música mudou. Eu acordava todos os dias gravando este disco, mas não queria fazer um estilo musical que nunca ouvi antes".

— Swift a fazer declarações à respeito de 1989 em entrevista à ABC News.
Scott Borchetta, chefe executivo e presidente da Big Machine Records, revelou à Rolling Stone que Martin havia trabalhado na maior parte do material do disco, induzindo a revista a concluir que este seria o projeto "mais pop" de Swift. A cantora confirmou em uma transmissão ao vivo à Yahoo! que lançaria uma edição deluxe do disco exclusivamente na Target, contendo três faixas bônus. Em 22 de outubro de 2014, ela revelou oficialmente a lista de faixas de 1989 através de sua conta no Instagram. Por fim, o disco foi finalmente lançado em 27 de outubro.

## Estrutura musical e conteúdo

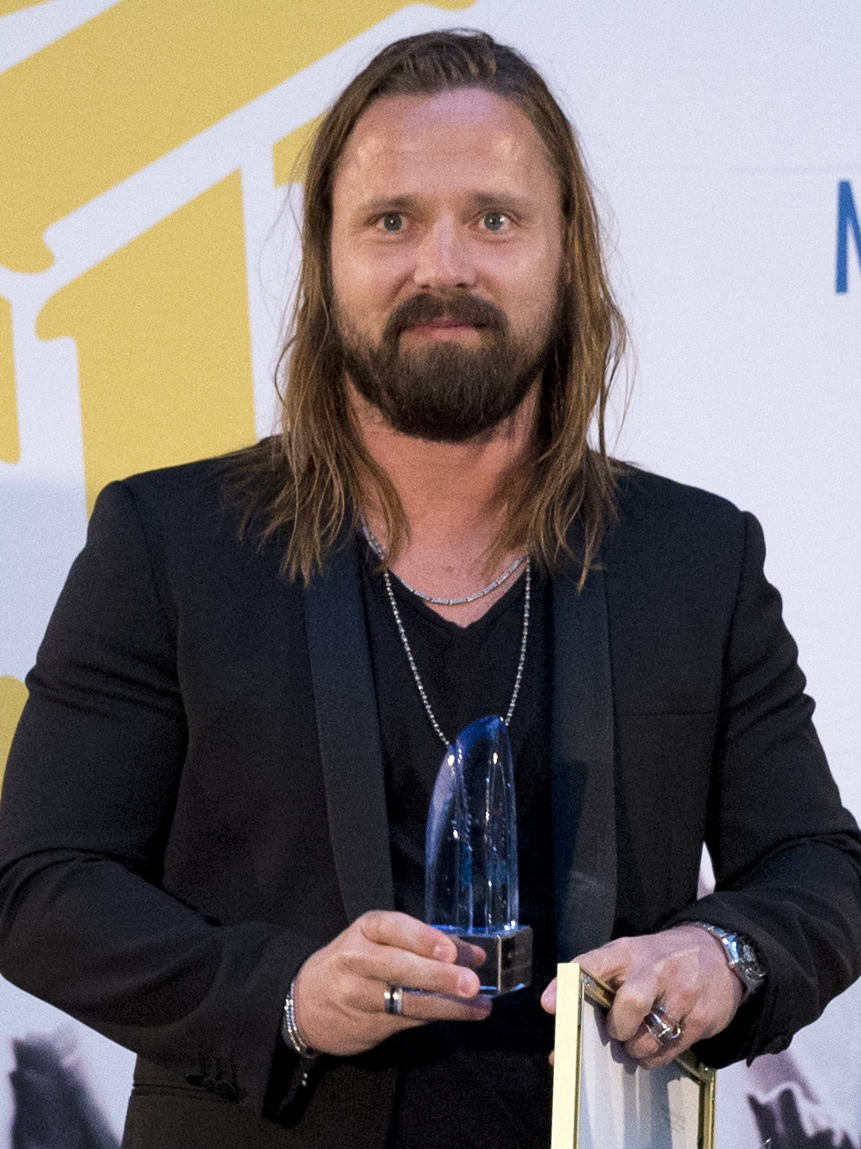
Max Martin, co-escreveu e co-produziu o tema.

"All You Had to Do Was Stay" é fruto de um trabalho colaborativo entre Swift e Martin, com quem a artista trabalhou em grande parte de 1989. Foi gravada no estúdio Conway em Los Angeles, Califórnia, sob responsabilidade de Sam Holland e com assistência de Cory Bice. Serban Ghenea ficou encarregado da mixagem no estúdio  MixStar na cidade de Virginia Beach, Virginia. A masterização decorreu no estúdio Sterling Sound, localizado na cidade de Nova Iorque, por Tom Coyne. Musicalmente, é uma obra do gênero synth-pop que contém influências de música da década de 1980. O seu conteúdo lírico faz referência à um romance dos sonhos de Swift, "Eu estava tentando falar com alguém importante (...) e isso é tudo que sairia da minha boca", afirmou a intérprete.  Marc Robisch, do site Thought Catalog, descreveu que 'a composição de "All You Had to Do Was Stay" recorda outras clássicas canções de Swift', destacando os versos "Hey, all you had to do was stay / had me in the palm of your hand / then why'd you have to go and lock me out when I let you in?". Além disso, afirmou ser uma versão mais adulta de "We Are Never Ever Getting Back Together" e mostra o seu crescimento como compositora e artista. Segundo o declarado por Swift em entrevista à Glamour, o estridente "Stay!" no refrão da canção também veio de um dos seus sonhos, descrevendo que neste sonho o seu ex-namorado apareceu em sua casa, com a artista prestes a dizer algo perfeito.

## Crítica profissional
Fazendo uma resenha sobre 1989 para o jornal The Seattle Times, Allie Volpe descreveu "All You Had to Do Was Stay" como genérica e destacou o "Stay", enquanto, Jon Caramanica do The New York Times, afirmou que o refrão da faixa é totalmente malfeito. Escrevendo para o Uproxx, Katie Hasty comentou que não é uma canção de Swift, e sim de Max Martin, dando uma nota "B" à sua produção. Sheryl Teo, para o portal Popspoken, supôs que "All You Had to Do Was Stay" se assemelharia com "All Too Well", mas destacou a primeira citada como 'ainda melhor'.
"Ao ouvir "All You Had to Do Was Stay", comecei a esperar que fosse algo meio rock. Mas isso não é o que acontece [aqui]. Dito isso, é uma canção boa e vibrante de ouvir"; registrou Becky Lang do The Tangential, e deu-lhe uma nota de 7 em 10. Forrest Wickman da Slate, comparou à sua composição com a de "Style" e "Out of the Woods"; acrescentando que embora não seja tão memorável quanto as outras duas canções, a faixa ganha pontos por sua atitude. Segundo a revista Rolling Stone, a canção é a centésima-quarta melhor de Swift até 2020, tendo sido descrita como "uma ótima escolha para ter sido lançada como single, tendo semelhanças com 'Out of the Woods'".

## Apresentações ao vivo e regravação

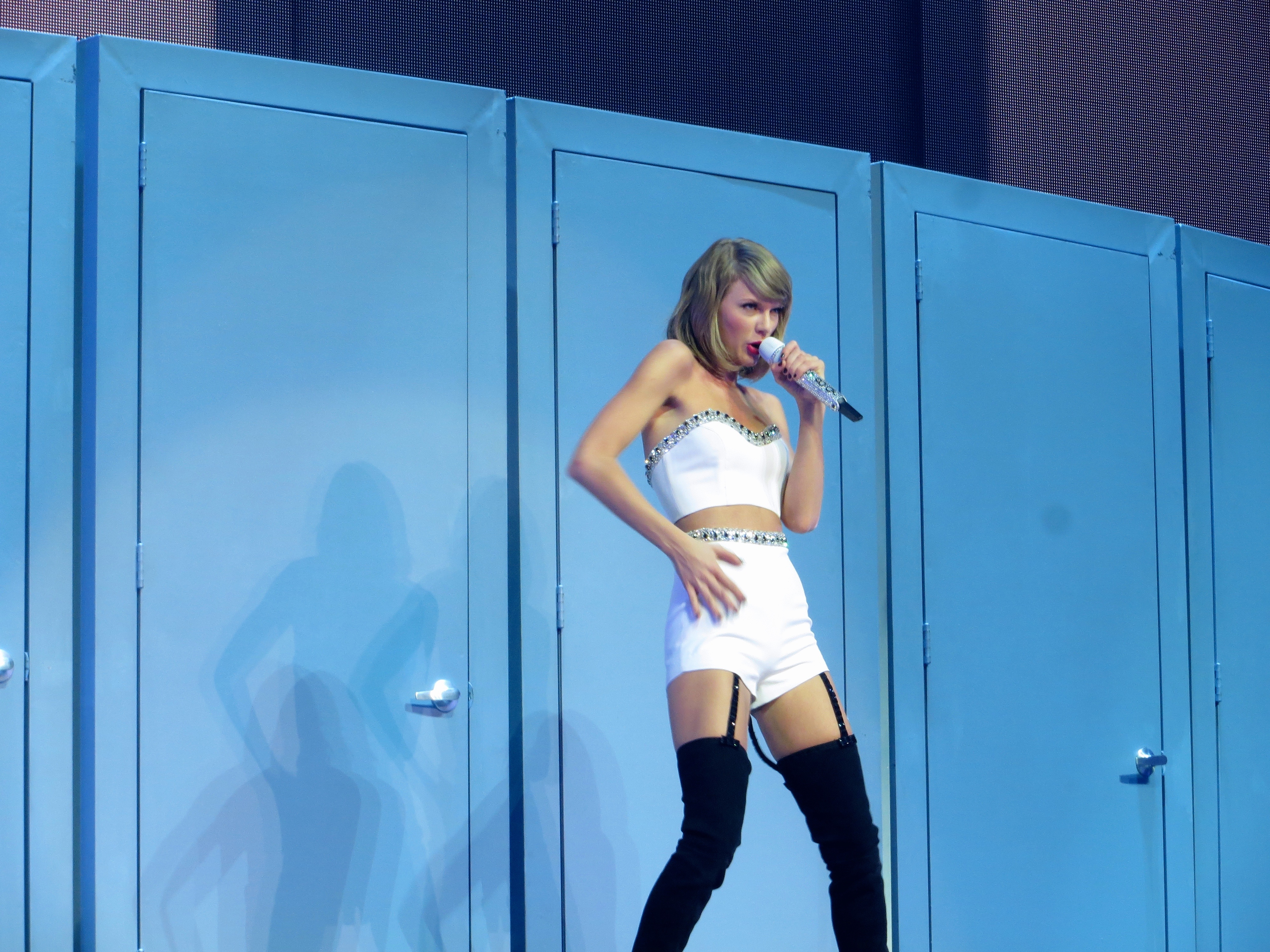
Swift apresentando a faixa na paragem da The 1989 World Tour na cidade de Glasgow.

"All You Had to Do Was Stay" foi inclusa no repertório de canções da turnê The 1989 World Tour (2015); precedendo "I Know Places" e sucedendo "You Are in Love", no entanto, foi excluída de algumas datas selecionadas. Fazendo uma resenha sobre o concerto na cidade de Glasgow, Reino Unido, para o jornal The Independent, David Pollock vangloriou todas as apresentações da artista, inclusive a de "All You Had to Do Was Stay" escrevendo que "o espectáculo hiperativo de duas horas é um triunfo tanto para a artista como para os seus fãs... Desde [o momento em] que os seus dançarinos perseguem-na pelo palco através de uma série de portas móveis, enquanto Swift canta com bravura "All You Had to Do Was Stay".
Além da digressão, em 2015, Swift interpretou a canção no festival de música British Summer Time, ocorrido na cidade de Londres em 27 de junho. Em 30 de setembro, o museu do Grammy iniciou a exposição Swift's Attendance Record-Breaking, que apresentou canções acústicas do álbum 1989, que incluiu uma versão de "All You Had to Do Was Stay" executada em um piano. Depois de assinar um novo contrato com a Republic Records em 2018, Swift começou a regravar seus primeiros seis álbuns de estúdio em novembro de 2020. A decisão ocorreu após uma disputa pública em 2019 entre a cantora e o executivo da indústria musical Scooter Braun, que adquiriu a Big Machine Records, incluindo os masters dos álbuns dela que a gravadora lançou. Ao regravar os álbuns, Swift tinha propriedade total dos novos masters, o que lhe permitiu controlar o licenciamento de suas músicas para uso comercial e, portanto, substituiu os masters de propriedade da Big Machine. A regravação de "All You Had to Do Was Stay", com o subtítulo "Taylor's Version", foi lançada como parte da regravação de 1989, 1989 (Taylor's Version), em 27 de outubro de 2023.

## Alinhamento de faixas e formatos
No alinhamento da edição padrão de 1989, "All You Had to Do Was Stay" foi inclusa como a quinta faixa.
- 1989: Edição padrão (BMRBD0500A)[31]

1. "All You Had to Do Was Stay" — 3:13

## Créditos
Os créditos seguintes foram adaptados do encarte do álbum 1989 (2014) e do portal Allmusic:
Gravação
- Gravada no Conway Studios (Los Angeles, Califórnia);
- Mixada no MixStar Studios (Virginia Beach, Virgínia);
- Masterizada no Sterling Sound (Cidade de Nova Iorque, Nova Iorque);

Equipe
- Taylor Swift — composição, vocalista
- Max Martin — composição, produção, programação, teclado
- Shellback — produção, programação, teclado, guitarra
- Mattman & Robin — produção, programação, bateria, baixo, teclado, percussão
- Sam Holland — gravação
  - Cory Bice — assistência
- Serban Ghenea — mixagem
- John Hanes — engenharia de mixagem
- Tom Coyne — masterização

## Desempenho comercial
Embora não tenha sido lançada individualmente como um single, "All You Had to Do Was Stay" entrou nas tabelas musicais de diversos países, incluindo o Canadá, onde estreou no número 92 da tabela musical oficial de canções em 15 de novembro de 2014. Na Austrália, a canção estreou no posto 99 da ARIA Charts, segundo os dados publicados para a semana de 1 de novembro. Nos Estados Unidos, em 15 de novembro, fez a sua estreia dentro das cem melhores posições da Bubbling Under, enquanto atingiu o seu pico no posto 48 das músicas mais vendidas do país. Além disso, "All You Had to Do Was Stay" recebeu o certificado de ouro pela Recording Industry Association of America (RIAA), indicando que 500 mil unidades foram vendidas no território.
| Tabela musical (2014)                   | Melhor posição |
| --------------------------------------- | -------------- |
| Austrália (ARIA)                        | 99             |
| Canadá (Canadian Digital Song Sales)    | 41             |
| Canadá (Canadian Hot 100)               | 92             |
| Estados Unidos (Bubbling Under Hot 100) | 14             |
| Estados Unidos (Digital Songs)          | 48             |

| Região                                                       | Certificação | Vendas   |
| ------------------------------------------------------------ | ------------ | -------- |
| Estados Unidos (RIAA)                                        | Ouro         | 500,000‡ |
| Reino Unido (BPI)                                            | Prata        | 200,000‡ |
| ‡vendas+dados de streaming baseados somente na certificação. |              |          |